# Nørresø (Maribosøerne)
 For alternative betydninger, se Nørresø. (Se også artikler, som begynder med Nørresø)
Nørresø er en sø på det centrale Lolland og er med et areal på 40 hektar den mindste af Maribosøerne. Søen blev i 1942 delt i to bassiner af en motorvejsgennemføring. Søen gennemløbes af alt vandet fra de øvrige søer og har afløb gennem Hunsåen til Smålandshavet. Nørresø er en del af Naturpark Maribosøerne.